# Вестберг, Фридрих Фёдорович
Вестберг, Фридрих Федорович (Westberg, Friedrich N.) (1864—1920) — преподаватель, востоковед и историк. Старший учитель Городского реального училища в Риге. Автор заметных трудов по древней русской истории.

## Оценка деятельности
С.М. Середонин считал, что "негативная часть исследования Ф. Вестберга содержала суждения весьма важные для дальнейшего развития представлений о древней русской истории". 

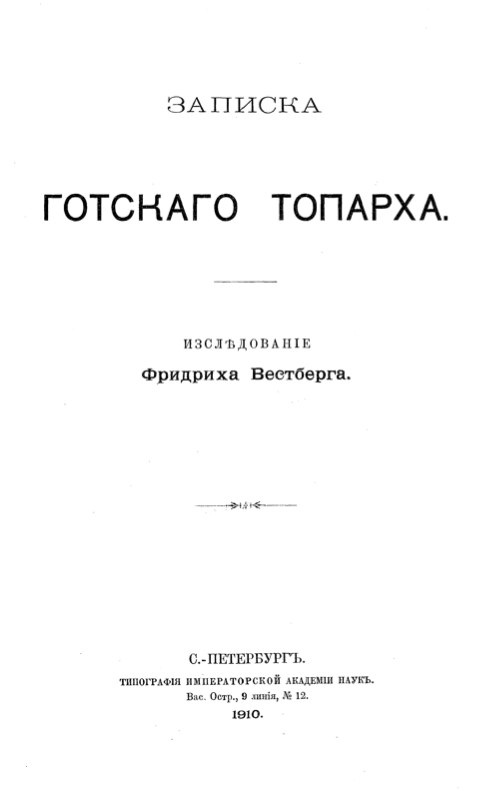
Титульный лист книги Ф. Вестберга "Записка готского топарха".

А.В. Гадло ставил в заслугу Вестбергу призыв к осторожности в обращении с восточными источниками: "Ф. Вестберг справедливо отмечал, что С.А. Гедеонов и А.А. Куник использовали известия восточных авторов без предварительной критической обработки. Его призыв к осторожности в обращении с восточными источниками был для русской науки чрезвычайно ценен, поскольку свидетельства восточных авторов стали использоваться русскими историками прежде, чем они подверглись научной критике ученых-ориенталистов. Так, подготовленный к 1868 г. и изданный в 1870 г. основной свод восточных известий «о славянах и русских» А.Я. Гаркави, который оставался главным, а нередко и единственным источником сведений восточных авторов о Восточной Европе для большинства отечественных историков практически вплоть до 70—80-х годов XX в., появился до критического издания арабских источников, которое было начато в 1870 г. на западе де Гуе.  К тому же он был составлен и прокомментирован А.Я. Гаркави под влиянием концепции С.А. Гедеонова. Таким образом, в отечественной науке сложился порочный круг, и следы его не вполне изжиты до настоящего времени: неясные и сбивчивые восточные свидетельства комментировались с самого начала в духе определенной концепции, а затем использовались для её же доказательства. Однако, несмотря на то что негативная часть исследования Ф. Вестберга содержала суждения весьма важные для дальнейшего развития представлений о древней русской истории, его исследования не оказали на русскую науку того действия, на которое он рассчитывал. Позитивная часть его концепции, представляющая рецидив крайнего норманнизма в духе В. Томсена, оттолкнула от нее не только антинорманистов, но и сторонников центристской позиции. Явно скандинавский привкус его «восточной кухни» мешал и современникам, и историкам следующего поколения уловить то новое и положительное, что заключали для русской науки его труды". 
Список трудов
- Комментарий на записку Ибрагима Ибн-Якуба о славянах: (Доложено в заседании Ист.-филол. отд. 21 марта 1901 г.) / Сост. Фридрих Вестберг, ст. учитель Гор. реал. уч-ща в Риге. - Санкт-Петербург: тип. Имп. Акад. наук, 1903. - IV, 152 с.[5]
- О Житии св. Стефана Сурожского // Византийский временник. Том XIV. Выпуск 2-3. 1907. С.227 – 236.
- К анализу восточных источников о Восточной Европе // ЖМНП. 1908. Ч. XIII. Февр. С. 364—412;  ЖМНП. 1908. Ч. XIV. Март. С. 1—52.
- Записка готского топарха // Византийский временник. Т. XV. Вып. 1—3. СПб., 1908 (1910). С. 71—132, 227—286.
- Записка готского топарха. СПб., 1910. – 124 с.
- Zur neutestamentlichen Chronologie und Golgathas Ortslage. Leipzig, 1911.